# Chine aux Jeux olympiques d'hiver de 1992
La Chine est représentée par 32 athlètes aux Jeux olympiques d'hiver de 1992 à Albertville.

## Médailles

### Or
Aucune médaille d'or n'a été remportée par la délégation chinoise lors de ces Jeux olympiques.

### Argent
| Sport                  | Discipline   | Sportifs  | Performance |
| Médailles d'argent : 3 |              |           |             |
| Patinage de vitesse    | 500m femmes  | Ye Qiaobo |             |
| Patinage de vitesse    | 1000m femmes | Ye Qiaobo |             |
| Short-track            | 500m femmes  | Li Yan    |             |

### Bronze
Aucune médaille de bronze n'a été remportée par la délégation chinoise lors de ces Jeux olympiques.